# Damernas hopp i gymnastik vid olympiska sommarspelen 1996
Damernas hopp i gymnastik vid olympiska sommarspelen 1996 avgjordes den 21-28 juli i Georgia Dome.

## Medaljörer
| Gren | Guld                   | Silver         | Brons                |
| Hopp | Simona Amânar Rumänien | Mo Huilan Kina | Gina Gogean Rumänien |

## Resultat

### Kval
| Placering | Gymnast                   | Poäng  |
| --------- | ------------------------- | ------ |
| 1         | Simona Amânar (ROU)       | 19.675 |
| 2         | Gina Gogean (ROU)         | 19.637 |
| 3         | Mo Huilan (CHN)           | 19.537 |
| 4         | Kerri Strug (USA)*        | 19.375 |
| 5         | Rozalia Galijeva (RUS)    | 19.512 |
| 6         | Elena Grosjeva (RUS)      | 19.500 |
| 7         | Dominique Dawes (USA)     | 19.487 |
| 8         | Svetlana Boginskaja (BLR) | 19.474 |
| 9         | Shannon Miller (USA)      | 19.462 |

### Final
| Placering | Gymnast                   | Poäng |
| --------- | ------------------------- | ----- |
|           | Simona Amânar (ROU)       | 9.825 |
|           | Mo Huilan (CHN)           | 9.768 |
|           | Gina Gogean (ROU)         | 9.750 |
| 4         | Rozalia Galijeva (RUS)    | 9.743 |
| 5         | Svetlana Boginskaja (BLR) | 9.712 |
| 6         | Dominique Dawes (USA)     | 9.649 |
| 7         | Elena Grosjeva (RUS)      | 9.637 |
| 8         | Shannon Miller (USA)      | 9.350 |